# نگاهی به درون ذهن چارلز سوان سوم
نگاهی به درون ذهن چارلز سوان سوم (به انگلیسی: A Glimpse Inside the Mind of Charles Swan III) فیلمی محصول سال ۲۰۱۲ و به کارگردانی رومن کوپولا است. در این فیلم بازیگرانی همچون چارلی شین، کاترین وینیک، بیل مری، جیسون شوارتزمن، پاتریشا آرکت، مری الیزابت وینستد، فابین ترز، درموت مالرونی، ریچارد ادسون، استیون درف، آنجلا لیندوال، بار پالی و ماکسین بانز ایفای نقش کرده‌اند.